# Protostega
Protostega (лат.) — род морских черепах позднего мелового периода. Принадлежит к вымершему меловому семейству Protostegidae, близкому к современным кожистым черепахам. Описана Э. Д. Копом в 1872 году на основании остатков пластрона, найденных в 1871 году в канзасских меловых отложениях. Типовой вид — P. gigas. Указывается на существование не менее 5 видов, которые могут быть синонимами типового.

## Описание
Гигантская черепаха, длиной до 3,4 метров, но обычные размеры около 2—2,5 метров. Отличается относительно очень крупными размерами черепа, ширина черепа почти равна длине. Клюв слабо загнут вниз и не так выделяется как у архелона. Широкая альвеолярная поверхность верхней челюсти простирается почти до глазницы. Очень мощный латеральный отросток плечевой кости. Невральный киль неровный. Реберные пластинки относительно развиты, фонтанели в карапаксе меньше, чем у архелона. Краевые пластинки ровные. Кости пластрона крупные, брюшная фонтанель небольшая. Ласты относительно короче, чем у архелона. Происходит из более древних отложений, чем архелон, входит в фауну Ниобрары (коньяк-сантон).

## Распространение
Ископаемые остатки рода найдены в США (Канзас, Арканзас, Алабама), Канаде (южная Манитоба), Японии (Хоккайдо) и России в окрестностях села Белое Озеро (Саратовская область).

## Палеоэкология
По образу жизни могла отличаться от архелона, ввиду различий в строении черепа. Возможно, питалась моллюсками, может быть, даже водорослями. Также как и для архелона, известны остатки скелетов со следами зубов акул (и самими зубами, застрявшими в кости). Вероятно, акулы объедали мёртвых черепах.

## В массовой культуре
Protostega стала одним из героев 3D фильма «Морские чудовища: Доисторическое приключение» 2007 года.
Известны случаи, когда задние ласты протостегид принимали за «скелет руки человека мелового периода», что активно используют в своих целях креационисты.